# Gabriel Bacila
Gabriel Bacila (Palmeira, 15 de outubro de 1897 – Ponta Grossa, 28 de junho de 1998) foi um médico brasileiro que atuou no estado do Paraná.
Oriundo de uma família de imigrantes árabes que se estabeleceu no município de Palmeira (Paraná) no final do século XIX, passou sua infância na cidade paranaense até atingir a adolescência, quando mudou-se para São Paulo afim de completar os estudos no Ginásio Oswaldo Cruz. Em seguida ingressou na Faculdade de Medicina da Universidade Federal do Rio de Janeiro, então Faculdade Nacional de Medicina, fundada por Dom João VI em 1808, e formou-se em 1925. Foi aluno de lentes como Miguel Couto, Afrânio Peixoto, Aloísio de Castro e interno do professor Benjamin Antônio da Rocha Faria na Santa Casa da Misericórdia do Rio de Janeiro, assim como interno no Hospital Central da Marinha do Rio de Janeiro, do qual saiu como 1º Tenente.
Tornou-se médico-ajudante da profilaxia do Porto do Rio de Janeiro e, em seguida, médico-inspetor, incumbindo-se do exame dos imigrantes que chegavam por ali. Em 1927, retornando à cidade natal, abriu consultório próprio, no qual trabalhou até meados da década de 1940. Em 1946, transferiu-se para o município de Ponta Grossa, onde clinicou até o seu falecimento em 1998, aos 101 anos de idade.
Foi prefeito do munício de Palmeira (Paraná) no final da década de 1920 e início da década de 1930, além de suplente de Juiz de Direito da Comarca de Palmeira (Paraná), substituindo o juiz titular em seus períodos de férias. Em Ponta Grossa, além da clínica médica exercida, foi chefe do 3º Distrito Sanitário por onze anos, que compreendia, além do munício de Ponta Grossa, os municípios de Castro, Tibagi, Porto Amazonas, Imbituva e Palmeira, e também Professor Titular de Higiene e Saúde Pública da Faculdade de Farmácia da Universidade Estadual de Ponta Grossa.

## Homenagens
Em Outubro de 1997, aquando do Dia do Médico, foi homenageado pelo Conselho Regional de Medicina do Paraná, concidindo com o seu centenário, celebrado alguns dias antes. O "Doutor Bacila", nome pelo qual era conhecido, esteve presente na celebração.
Em julho de 2010, a Câmara Municipal de Ponta Grossa decretou, em sessão ordinária, a denominação de "Dr. Gabriel Bacila" para a Unidade de Pronto Atendimento - UPA, então em construção no Conjunto Residencial Santa Paula, naquela cidade. O mini-hospital foi inaugurado em dezembro de 2012.
É ainda homenageado na denominação do Centro Municipal de Educação Infantil Dr. Gabriel Bacila, em Ponta Grossa, considerado de Utilidade Pública desde dezembro de 2006.